# Virgin America
Virgin America, Inc — авиакомпания, базирующаяся в Калифорнии, США, которая начала совершать полёты 8 августа 2007 года. Заявленная цель авиакомпании — обеспечение низких тарифов и качественный сервис для перелётов между крупными столичными городами на восточном и западном побережьях. Авиакомпания имеет договорённости о сотрудничестве с Virgin Australia, Korean Air, South African Airways и Emirates Airline. Являлась частью международного конгломерата Virgin Group.
4 апреля 2016 года появилась информация о продаже компании американской Alaska Air Group Inc. за 4 млрд.$. 24 Апреля 2018 года авиакомпания Virgin America прекратила свою деятельность и была поглощена авиакомпанией Alaska Airlines.

## Флот

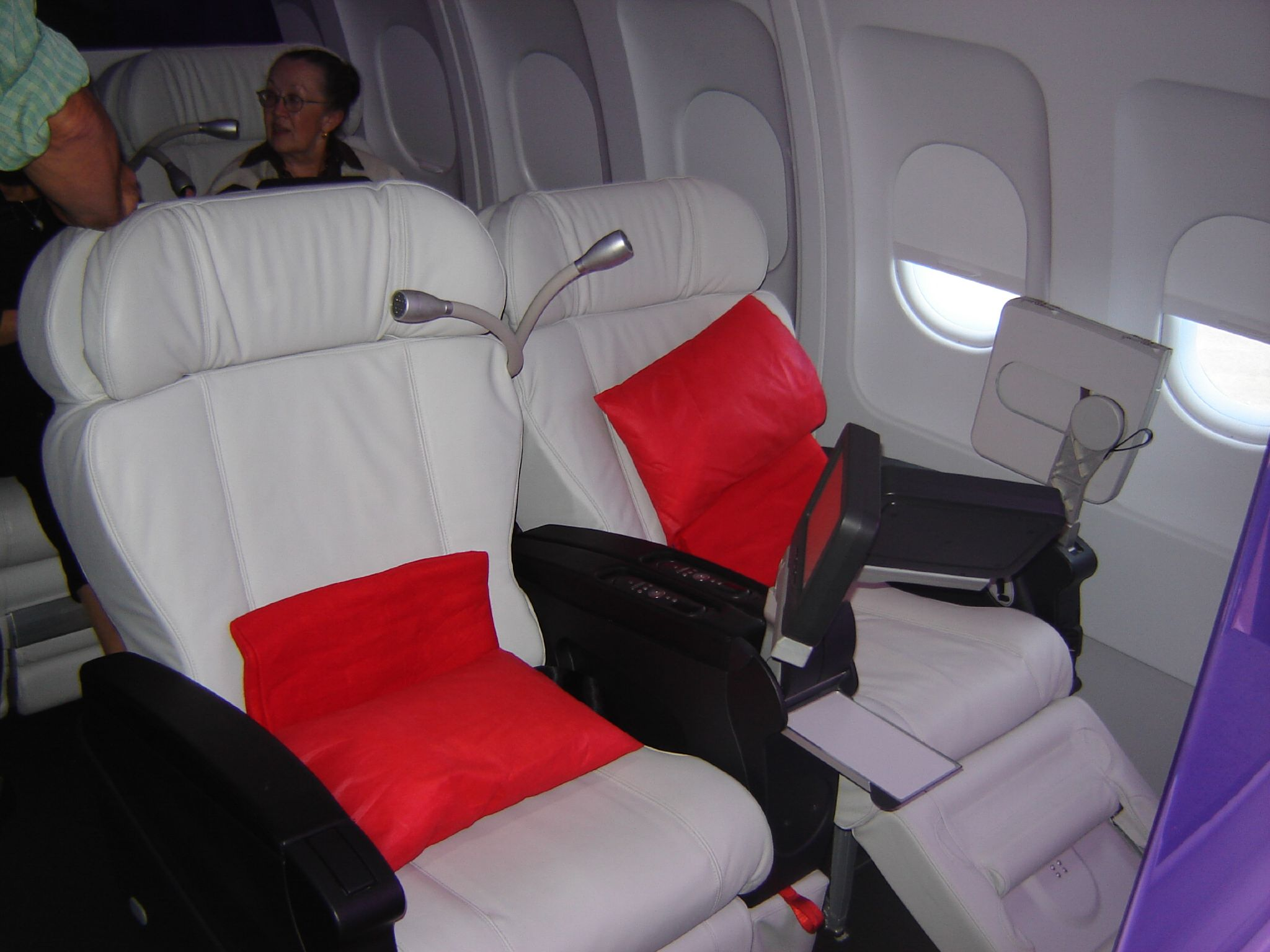
Места первого класса в самолёте Virgin America

## Направления

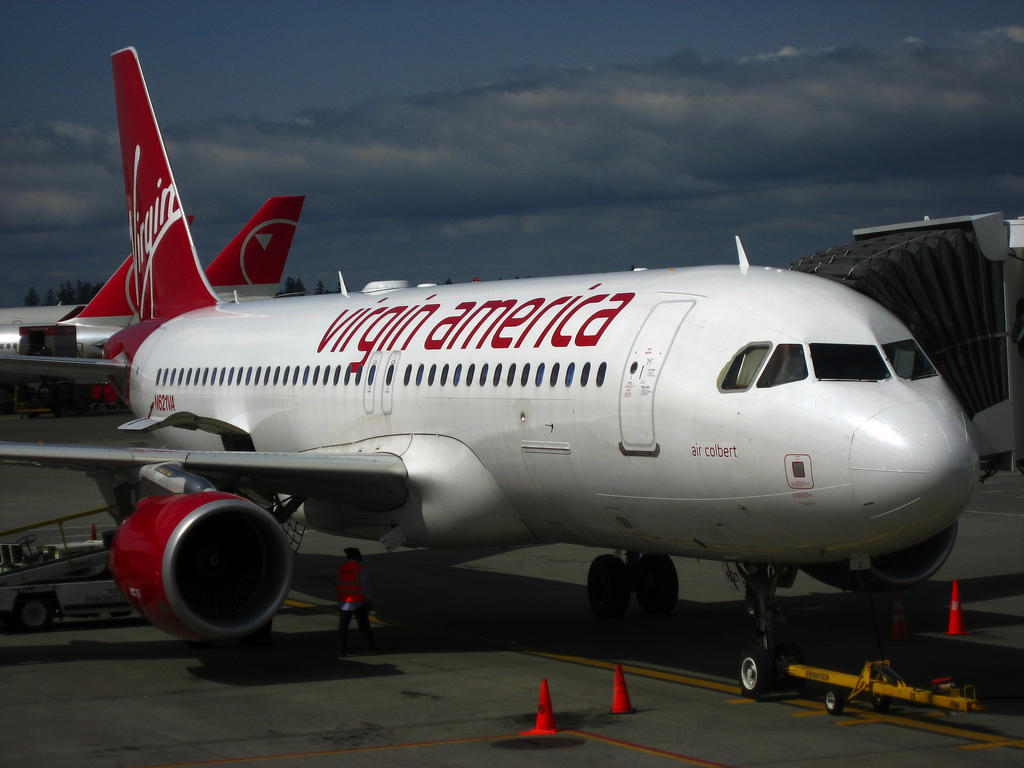
Самолёт Virgin America в Международном аэропорту Сан-Франциско

Легенда:
 Хаб
 Дополнительный хаб
 Сезонный маршрут
 Закрытый маршрут
 Будущие маршруты